# Kristen Michal
Kristen Michal (Estoniano: [ˈkristen ˈmihːɑl], Tallinn, 12 de julho de 1975) é um advogado e político estoniano que atua como Primeiro-ministro da Estônia desde 23 de julho de 2024. Como membro do Partido Reformista Estónio, sucedeu Kaja Kallas, que foi indicada para ser Alto Representante da União para os Negócios Estrangeiros e a Política de Segurança. Anteriormente, ocupou três ministérios, a pasta da Justiça [en], Assuntos Econômicos e Tecnologia da Informação [en] e Clima [en].

## Biografia

### Primeiros anos e formação acadêmica
Michal nasceu em Tallinn, capital da Estónia, em 1975. Formou-se em direito na Universidade de Tallinn [en] no ano de 2009.

### Política
Entre os anos de 1996 e 2002, Michal trabalhou como consultor em diferentes níveis para o Partido Reformista Estónio. Tornou-se assessor do então primeiro-ministro Siim Kallas em 2002. Michal atuou como ancião do centro da cidade de Tallinn entre os anos de 2002 e 2003. No ano seguinte, foi nomeado secretário-geral do partido e permaneceu nessa posição até 2011. Michal foi membro do Riigikogu, o parlamento estoniano, durante dois mandatos, inicialmente, entre 2005 e 2011 foi reconduzido para um novo mandato, permanecendo no cargo de 2012 até 2015.
No ano de 2011, foi nomeado Ministro da Justiça [en], substituindo outro membro do Partido Reformista, Rein Lang [en].
Em maio de 2012, Michal esteve no centro das acusações feitas por Silver Meikar [en], membro do Partido Reformista e ex-membro do Riigikogu. Tanto Michal quanto o primeiro-ministro Andrus Ansip negaram essas acusações. Delegados do GRECO –  órgão de vigilância anticorrupção do Conselho da Europa, visitaram o país em junho de 2012 para investigar as acusações. Em 31 de julho de 2012, o Ministério Público da Estônia anunciou que Michal e Kalev Lillo [en], outro membro do Partido Reformista, eram suspeitos nesse caso e que ambos haviam sido interrogados. Michal foi investigado por acusações de lavagem de dinheiro e financiamento ilegal de partidos políticos. No dia 10 de setembro de 2012, o primeiro dia da sessão parlamentar, alas do Partido Social Democrata iniciou um processo de petição para a renúncia de Michal por meio de um voto de desconfiança. Apesar da manobra, a petição fracassou em 19 de setembro de 2012, quando o partido desistiu do processo. Michal anunciou que, se fosse considerado culpado, renunciaria ao cargo. A Procuradoria Geral do Estado da Estônia encerrou o caso em 15 de outubro de 2012, sem encontrar evidências de irregularidades.
O mandato de Michal como Ministro da Justiça terminou em 10 de dezembro de 2012, quando renunciou ao cargo. Foi substituído pelo advogado Hanno Pevkur [en]. Entre 9 de abril de 2015 até 23 de novembro de 2016, Michal atuou como Ministro de Assuntos Econômicos e Tecnologia da Informação [en].
Em 29 de junho de 2024, Michal foi indicado pelo Partido da Reforma para substituir Kaja Kallas como Primeiro-Ministro, após a nomeação de Kaja como Alta Representante da União para Assuntos Externos e Política de Segurança da União Europeia.

## Vida pessoal
Michal e sua companheira Evelin Oras, uma consultora política, estão juntos desde meados dos anos 2000. O casal têm três filhos.